# Peter Brian Medawar
Sir Peter Brian Medawar, OM, CBE, FRS, britanski zoolog, * 28. februar 1915, Petrópolis, Brazilija, † 2. oktober 1987, London, Združeno kraljestvo.
Med drugo svetovno vojno je pričel z raziskavami imunskega sistema, predvsem v kontekstu zavračanja vsadkov. Za odkritje pridobljene imunotolerance je leta 1960 skupaj z Burnetom prejel Nobelovo nagrado za fiziologijo ali medicino.